# Парето, Паула
Паула Парето (исп. Paula Belén Pareto; род. 16 января 1986, Сан-Фернандо, Буэнос-Айрес) — аргентинская дзюдоистка, выступающая в суперлёгкой (до 48 кг) весовой категории, чемпионка летних Олимпийских игр 2016 года, бронзовый призёр Игр 2008 года, чемпионка мира, победительница Панамериканских игр, многократная чемпионка Америки.

## Биография
На юниорском уровне первого успеха Парето добилась в 2003 году, когда стала чемпионкой Южной Америки в категории до 44 кг. Спустя год на аналогичном чемпионате аргентинка заняла второе место. В 2005 году Паула стала второй на взрослом Панамериканском чемпионате. На взрослых чемпионатах мира Парето дебютировала в 2007 году и с первого же раза смогла добраться до полуфинала, но там уступила кубинке Янет Бермой. А в поединке за третье место проиграла опытной француженке Фредерик Жоссине.
В 2008 году на летних Олимпийских играх в Пекине аргентинка в четвертьфинале проиграла Рёко Тани, но в утешительном турнире смогла одержать три победы подряд и завоевать бронзовую медаль, победив в решающей схватке за третье место дзюдоистку из КНДР Пак Ок Сон. 29 октября 2011 года Парето, не остави соперницам ни единого шанса, уверенно выиграла своё первое золото Панамериканских игр.
В 2012 году Парето принимала участие в летних Олимпийских играх в Лондоне. Вновь, как и 4 года назад Паула проиграла на стадии четвертьфинала японской дзюдоистке. На этот раз обидчицей аргентинки стала Томоко Фукуми. Победив в первом утешительном раунде дзюдоистку из Монголии Мунхбатын Уранцэцэг, Парето пробилась в матч за бронзовую медаль, где в упорной борьбе уступила бельгийке Шарлин Ван Сник. На чемпионате мира 2014 года в Челябинске аргентинка впервые смогла пробиться в финал соревнований, но уступила там японке Ами Кондо. Спустя год на мировом первенстве в Астане Парето вновь пробилась в финал, где встретилась с очередной представительницей из Японии. Соперницей Паулы стала двукратная чемпионка мира Харуна Асами. Поединок прошёл без результативных действий со стороны обеих спорстменок, но по меньшему количеству шидо победу одержала Парето.
В 2016 году на летних Олимпийские игры 2016 в Рио-де-Жанейро Парето была посеяна под вторым номером, уступив первую строчку монгольской дзюдоистке Мунхбатын Уранцэцэг. Начав олимпийский турнир с 1/8 финала Паула одержала две уверенные победы и вышла в полуфинал соревнований, где Парето смогла взять реванш у Ами Кондо за поражение двухлетней давности. В финале соперницей Парето стала корейская дзюдоистка Чон Богён. В конце второй минуты схватки Пауле удалось выполнить результативную подсечку, которая так и осталась единственным результативным действием в поединке, принеся Парето звание олимпийской чемпионки. Также Парето стала первой женщиной в истории Аргентины, завоевавшей золотую медаль Олимпийских игр.

## Результаты

### Олимпийские игры
| Олимпийские игры    | Категория | Место |
| ------------------- | --------- | ----- |
| Пекин 2008          | до 48 кг  | 3     |
| Лондон 2012         | до 48 кг  | 5     |
| Рио-де-Жанейро 2016 | до 48 кг  | 1     |

### Чемпионаты мира
| Чемпионат мира      | Категория | Место       |
| ------------------- | --------- | ----------- |
| Рио-де-Жанейро 2007 | до 48 кг  | 5           |
| Роттердам 2009      | до 48 кг  | 1/16 финала |
| Токио 2010          | до 48 кг  | 7           |
| Рио-де-Жанейро 2013 | до 48 кг  | 1/8 финала  |
| Челябинск 2014      | до 48 кг  | 2           |
| Астана 2015         | до 48 кг  | 1           |
| Баку 2018           | до 48 кг  | 3           |